# Micraeschus curvifascia
Micraeschus curvifascia är en fjärilsart som beskrevs av W. Warren 1913. Micraeschus curvifascia ingår i släktet Micraeschus och familjen nattflyn. Inga underarter finns listade i Catalogue of Life.